# Холцманис, Вилис
Вилис Холцманис (латыш. Vilis Holcmanis; 24 мая 1889, Лифляндская губерния Российская империя (ныне Ливберзская волость, Елгавский край, Латвия) — 9 ноября 1941, Усольлаг, Молотовская область, СССР) — латвийский юрист, публицист. Государственный и политический деятель. Министр юстиции Латвийской Республики (1921—1924).

## Биография
Родился в семье лесничего. Учился в Елгавской гимназии. Изучал право в Московском университете. Работал помощником присяжного поверенного в Риге.
С 1914 по 1917 год был издателем газеты «Jaunais Vārds». Во время Первой мировой войны войны в 1915 году переехал в Москву, где работал во Всероссийском бюро труда. С 1916 года в Петрограде работал в ЦК по делам беженцев. В том же году был призван на действительную воинскую службу, служил в запасном полку в Печоре. В январе 1917 года переведен в Латышский стрелковый резервный полк. Во время Февральской революции был делегирован в Совет солдатских депутатов Петрограда. Позже, сотрудник редакции солдатской газеты «Brīvais Strēlnieks».
Член ЛСДСП, затем Латвийской социал-демократической рабочей партии.
С 1918 года — член Народного Совета Латвии, провозгласившего независимость Латвии в том же году.
Избирался в 1920 году депутатом первого парламента — Учредительного собрания Латвии.
В 1921—1924 годах занимал пост министра юстиции Латвийской Республики.
В 1925—1928 году работал в Конституционном Собрании Латвийской Республики, депутат Сейма 1-2 созывов.
После присоединения Прибалтики к СССР репрессирован, 14 июня 1941 года арестован и депортирован за пределы Латвии. Находился в заключении в ГУЛАГе.
Умер в Усольлаге, Молотовская область, СССР.